# Linfer Contréras
Linfer Contréras – kolumbijski bokser, srebrny medalista igrzysk Ameryki Środkowej i Karaibów w San Juan z roku 1966.

## Kariera
W 1966 roku Contréras zajął drugie miejsce w kategorii półśredniej na igrzyskach Ameryki Środkowej i Karaibów, które rozgrywane były w San Juan. W finale rywalem Kolumbijczyka był Kubańczyk Andrés Molina, który wygrał przez techniczny nokaut w pierwszej rundzie, zdobywając złoty medal.